# Императорски дворци на династиите Мин и Цин в Пекин и Шънян
Императорски дворци на династиите Мин и Цин в Пекин и Шънян (на китайски: 北京及瀋陽的明清皇家宮殿) е обект на Световното наследство на ЮНЕСКО в Китай.
Той включва два обособени дворцови комплекса – Забраненият град в Пекин и Мукденският дворец в Шънян. Забраненият град е основното седалище на китайските императори от династиите Мин и Цин от началото на XV век до края на императорското управление в 1911 година и представлява обширен комплекс с множество сгради и над 10 хиляди помещения, съдържащи образци на китайското обзавеждане и предмети на изкуството. Мукденският дворец е построен в Манджурия от династията Цин през XVII-XVIII век като нейна първоначална столица, преди тя да установи контрол над южните части на страната.